# リジャール
リジャール（新王国暦469年? - 新王国暦523年）は、日本のテーブルトークRPG『ソード・ワールドRPG』シリーズに登場する架空の人物。アレクラスト大陸中原地方の王国オーファンの国王として登場することが長かったが、新王国暦523年時点では王位を譲り大公となる。

## 経歴
素性は全く不明。古代魔法王国の魔法王の血を引くとも自称するが信憑性はない。オーファンの前身であるファン王国の時代には冒険者として活躍しており、その剣の腕前は新王国暦500年代初頭において「ソードマスター」ルーファスと並び立つと称された。ルーファスがいずこかへ去った現在はただ一人、大陸最強の戦士であると考えられている。
作品世界の暦で新王国暦495年、二人の仲間カーウェスとジェニと共に、ファン王国を襲ったドラゴン・邪竜クリシュを倒し、"竜殺し（ドラゴンスレイヤー）"となる。帰国後は内乱が続き分裂状態であったファン王国を剣の腕で鎮圧していく。5年後の新王国暦500年、未亡人となっていたファン王国のメレーテ王妃を娶り、ファン王国の北部をほぼ統一して新王国オーファンを建国した（なお、南部にはファンドリアが建国された）。その後幾度かの領土拡大戦争を行って勝利を重ね、僅か20年でオーファンを大国に押し上げた。
新王国暦523年、リトラー王太子に王位を譲り大公に退く。その後プリシス元首となったルキアルの煽動によって叛乱を起こした民衆を鎮圧するためにカーウェス、建国戦争に従った老兵たちと共に出陣し戦死した。
メレーテ王妃との間にはリトラー、カシアスの二人の王子と三人の王女が存在する。このほか庶子に第三王子リウイが確認されている。

## 人物像
冒険者時代は非常に型破りな人物だった。酒色と女色を好み、怪物や反乱者の噂を聞くと勝手に倒しその首を王宮に持ち込んで褒美をゆすり取るといった無法者同然の強引さ、野蛮さは広く知られていた。自身が英雄であることを喧伝する為にありとあらゆる手段を駆使し、吟遊詩人を買収しての英雄譚のでっちあげややらせなどは日常茶飯事、終生の友となるカーウェスやジェニも強引に仲間に引き入れるなど、その実情は一般的な英雄像とはまるで異なったものであったと言う。冒険者時代の勇名はカシュー・アルナーグI世にも知られていた。
このような粗暴さはメレーテとの結婚後もしばらく続いたが、メレーテの努力によって抑えられている。
一方、国主としてのリジャールは極めて誠実であり、公正であろうと勤めている。これは彼が冒険者上がりであり、それまでの経験が生きている証拠とも言える。建国当初は前身のファン王国の貴族や官僚を引き続き登用していたが、徐々に無能な者を削り落とし、有能な平民出身者へと切り替えていった。多くの国で徴兵制が採られる中、志願兵のみで構成されるオーファンの軍事力は精強さ・練度・士気に勝り、民衆にも負担が少ない事を評価するものが多い。
武人肌で、戦争が避けられない場合は自ら戦争を起こすことも辞さない性格である。皇太子のリトラーが文人肌であることを密かに悩んでいる。

## 登場作品
- ワールドガイド・解説書
  - ソード・ワールドRPG ワールドガイド
  - ソード・ワールドRPGツアー1 オーファン
  - 超解!（スーパーガイド） 魔法戦士リウイ
- 小説
  - 『レプラコーンの涙』（短編集『レプラコーンの涙』表題作）
  - 『魔法戦士リウイ』シリーズ
- マンガ
  - 『魔法戦士リウイ 紅炎のバスタード』
- アニメ
  - 『魔法戦士リウイ』 声優：内海賢二